# Wabush
Wabush es un pueblo canadiense situado en la provincia de Terranova y Labrador.

## Superficie
Wabush tiene una superficie de 42,42 km².

## Demografía
En 2021, tenía 1964 habitantes, una densidad poblacional de 46,3 hab./km², y 864 viviendas.